# TBS NEWS DIG
TBS NEWS DIG（ティービーエスニュースディグ、正式名称：TBS NEWS DIG Powered by JNN〈ティービーエスニュースディグ パワード・バイ・ジェイエヌエヌ〉）は、インターネットを介したジャパン・ニュース・ネットワーク（JNN）のニュース動画配信システムである。
日本国内のニュースサイトとしては最も早く、JNN基幹局のTBSテレビが東京放送だった時代の1999年に、JNN News i（JNN・ニューズ・アイ）として運用を開始。2017年4月1日から2022年4月17日までの期間には、TBS NEWS（TBSニュース）という名称で運用されていた。2022年4月18日からは、TBSテレビを含めたJNN加盟全28局の共同出資による「TBS・JNN NEWS DIG合同会社」（TBS・JNN・ニュースディグごうどうがいしゃ、英: TBS・JNN NEWS DIG, LLC.）が、配信専用のサイトやYouTubeチャンネルを運営している。

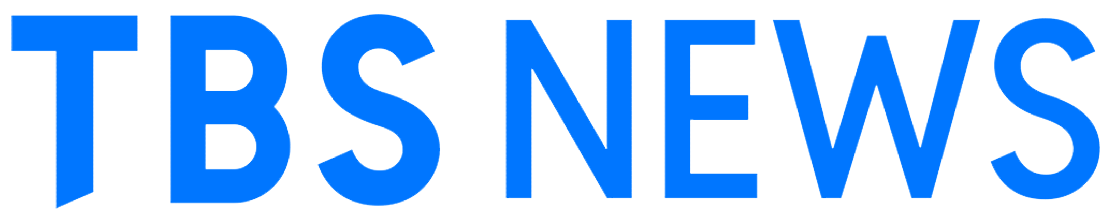
「TBS NEWS」時代のロゴ（2020年 - 2022年）

## 概要

### 「TBS NEWS DIG Powered by JNN」
地上波（JNN・TBSテレビ）および、ニュース専門のCS放送局（以下では『TBS NEWS』と略記）で放送済みのニュースを中心に、ストレートニュース、天気予報、報道・情報系の特集動画を常時送信。『TBS NEWS』やTBSテレビが新宿駅の南口前に常設している情報カメラからの24時間ライブ配信や、サイト独自のシリーズ企画に沿った特集動画のライブ／アーカイブ配信も実施している（詳細後述）。
2001年頃からは、地上波テレビとCS放送（TBS NEWS）で毎日昼・夕方・深夜に放送されるニュース番組の冒頭部分から、著作権に抵触する可能性のある映像（世界規模のスポーツ大会における試合・競技映像など）を除く映像を、リードを含めて最長で30分（当初は15分）程度に編集したうえでアーカイブ動画として配信している。なお、アーカイブ動画の公開期間は7日間である。
2017年3月31日までは「JNN NEWS i」、翌4月1日から2022年4月17日（日曜日）までは「TBS NEWS」という名称を使用していた。2022年4月18日（月曜日）からサイトの運営主体がJNN加盟全28局で出資するTBS・JNN NEWS DIG合同会社へ移行したことを機に、加盟全局が個別（基本として自社の放送対象地域向け）に放送したニュースを日本中に届けるための「1つのかたまり」 として「TBS NEWS DIG Powered by JNN」（ユニバーサルデザインを施したJNN全般のニュース記事・動画配信サイト）を新設。前日（17日）まで加盟局ごとに運営していたニュース動画・記事配信ページの大半を統合した ほか、TBSテレビがYouTube上で運営しているニュース動画の配信チャンネル名も「TBS NEWS DIG Powered by JNN」に改められた。
新サイト名の「DIG」（「深く掘り下げる」「探求する」「発見する」といった意味を持つ英語）には「テレビだけでは語り尽くせないニュースや情報をデジタルの世界で深く掘り下げる」という想いを込めていて、サイトの開設に際しては「ディグ」（イヌの顔や習性にちなんだキャラクター）を新たに設定したほか、ゲヒルン提供の情報に基づく防災関連のコンテンツを配信の対象に追加。地上波では、「ディグ」に大森南朋が声を当てたアニメーションCM を、上記の全国ニュース内で流している。また、新サイトで独自に配信した動画・記事の一部を紹介・解説する企画を、2022年6月10日から毎週金曜日の『news23』（平日の全国向け最終ニュース）内で放送。『Nスタ』（土曜以外の曜日の夕方に編成されている報道・情報番組）の平日版でも、新サイトの運用開始を機に、第1部（通常はTBSテレビを含めたJNN加盟局の一部で放送される任意ネットパート）・第3部（関東ローカルパート）内のストレートニュースコーナーの名称を「Nスタ News Clip」から「Nスタ NEWS DIG」に変更している。
2022年10月18日（火曜日）からは、緊急地震速報や雨雲レーダーなどを実装した「NEWS DIG防災」（Androidを搭載したスマートフォン向け防災・天気アプリ）の大幅なアップデートを開始。気象警報や避難情報を時系列で表示する「災害タイムライン」や、気象庁が提供している「キキクル」などを新たに実装したほか、放送事業者が提供するアプリでは初めて高度利用者向け緊急地震速報をゲヒルンの協力によって配信できるようになった。さらに、アップデートの開始に合わせて、「NEWS DIG防災」のプロモーション映像を制作。「TBS NEWS DIG」に携わるTBSテレビの報道局員に大森が扮したモノクロの実写映像で、地上波の全国ニュース内でも、「NEWS DIG防災」の案内を兼ねて随時放送している。
2023年2月18日（土曜日）からは、大幅なアップデートを機に増強された機能やサービスを視聴者に訴求する目的で制作されたテレビCM（当該項で詳述）を、『JNN NEWS』や『Nスタ』を初めとするJNN全国ネットの報道番組内で随時放送。台風や豪雨に関するニュースをこのような番組で取り上げる際には、上記のスマートフォンを利用している視聴者に向けて「NEWS DIG防災」のダウンロードや活用をキャスターが勧めるようになった。
「NEWS DIG防災」については、関東大震災の発災から100年目に当たる2023年9月1日（金曜日）にも、大幅なアップデートを実施。このアップデートを機に、地震発生時の震度がリアルタイムで表示される「強震モニタレイヤー」を、報道機関が提供するアプリとしては初めて搭載している。国立研究開発法人防災科学技術研究所（防災科研）が運用している「強震観測網」（建物が壊れるような強い揺れまで正確に測るための強震計による観測ネットワーク）で取得したデータの利用・活用に関する相互協力協定が防災科研、TBSテレビ、TBS・JNN NEWS DIG合同会社、ゲヒルンとの間で同年8月28日に締結されたことを踏まえた搭載で、以上の四者は、防災科研が「強震モニタ」（強震観測網でリアルタイムに取得したデータをインターネット上で表示させるサービス）で用いている強度指標値（強度モニタデータ）の多様な経路を介した配信に関する研究を2022年12月から共同で進めてきた。JNN全国ネット（または系列局の制作によるローカル向け）報道番組では、以上のアップデートを機に、地震関連のニュースを伝える際にも「NEWS DIG防災」のダウンロードや活用を視聴者に推奨している。
Google Analyticsの調査による「newsdig」ドメイン全体の月間ページビュー件数（PV）は、外部からのPVを除いてもドメインの開設以来増える一方で、2022年の7月以降は「大台」とされる1億PVを維持している。2023年6月には、月間2億PVを初めて突破した。さらに、『news23』における同年9月25日（月曜日）放送分からの大幅なリニューアルに合わせて、スマートフォン向けのアプリを活用したアンケート調査システムを開発。「voice23 みんなの声」と銘打って、放送日の本番直前（20:00）から翌朝（6:00）まで日替わりのテーマでアンケートを実施するとともに、寄せられた意見の一部を本番で紹介している。
ちなみに、TBSラジオで2010年から2013年まで放送されていた『ニュース探究ラジオ Dig』とは特に関係がない。同局自体も、YouTube上に独自の公式チャンネルを開設している。

### 「TBS CROSS DIG with Bloomberg」
TBSテレビは、ブルームバーグメディアとの間で戦略的パートナーシップに関する業務提携契約を締結したことを2024年5月13日に発表した。契約の対象期間は2024年6月1日からの5年間で、同月26日以降の「TBS NEWS DIG」には、ブルームバーグからの配信記事もこの契約に沿って掲載。
2024年10月15日からは、「TBS NEWS DIG」とは別に、TBSテレビとブルームバーグの共同ブランドによる経済・金融関連のニュースサービス「TBS CROSS DIG with Bloomberg」の提供を開始した。さらに、TBSテレビでは、朝日新聞東京本社経済部の記者からハフポスト日本版の編集長を経て「PIVOT」（ビジネス関連の映像コンテンツ制作会社）の創業に参画していた竹下隆一郎を特任執行役員に選任。竹下は、特任執行役員への就任（2024年11月1日付）を機に、「TBS CROSS DIG with Bloomberg」のチーフコンテンツオフィサー（CCO）を務めている。

### 配信の手段
FLV、WMV高画質（291kbps）、WMV低画質（56kbps）という3つの形式で配信している。
「JNN Newsi」時代から、TBSテレビ（2022年4月18日以降は「TBS・JNN NEWS DIG」）が配信専用のサイトを自前で運営しながら、ニュース動画の一部をYahoo!ニュースとBIGLOBE経由で配信。2005年4月4日からは一時、「MSNビデオ」（MSNが当時日本国内で運営していた動画ストリーミングの無料サイト）からも配信を実施していた。
TBSテレビがGoogleとの間で公式パートナー契約を締結したことに伴って、Googleが運営するYouTubeでの配信を2009年9月28日から開始。2015年10月21日でいったん終了したが、2018年秋から再開している。
2014年1月27日からはSmartNews（スマートニュース）での配信も始めていて、同社が2015年に創設した「SmartNews Awards」（良質なコンテンツの担い手であるメディアの活動を毎年顕彰する制度）では、「TBS NEWS」時代の2019年 と2021年に「ブレーキングニュース部門」でベストパートナー賞を受賞している。
2024年3月1日からはU-NEXT、同年10月1日からはTVerでの配信も開始している。

### 主な配信動画
「TBS NEWS DIG Powered by JNN」として運用を始めた時点では、以下の動画を中心に配信している。
- 「朝のニュース」（5時 - 11時時点でのニュース動画）
- 「昼のニュース」（11時 - 18時時点でのニュース動画）
- 「夜のニュース」（18時 - 翌朝5時時点でのニュース動画）
  - いずれも、当該時間帯にライブ配信、当該時間帯の終了後から1週間限定でアーカイブ配信を実施。YouTube上の配信チャンネルでは、ライブ配信の時間帯に限ってチャット機能を開放している。また、深刻な自然災害の発生を受けて地上波（TBSテレビ系列）で『JNN報道特別番組』が編成された場合には、時間帯を問わず当該番組のサイマル（地上波での生放送との同時）配信を実施。
  - 配信対象の番組で放送中に時刻や天気予報を表示していた場合には、表示のスペース（画面の右上）を「TBS NEWS DIG」のブランドロゴに差し替え。配信動画のサムネイルでは、対象番組のキャスター（主にTBSテレビのアナウンサー）から1名の顔の画像を、本放送の日付や時間帯ごとのタイトル（前述）と合わせて表示している。
  - 平日の配信分については、TBSテレビが平日の早朝に『THE TIME,』（JNN全国ネットの生放送番組）の放送を開始した2021年10月1日（金曜日）から、以下の番組のダイジェスト動画で構成している。
    - 「朝のニュース」:『THE TIME,』内の全国ニュースパート＋『TBS NEWS』でのストレートニュース
    - 「昼のニュース」:『JNN NEWS』（『ひるおび』11時台後半への内包分）の全国ニュースパート＋『TBS NEWS』でのストレートニュース
      - 『JNN NEWS』の動画については、担当キャスターによる放送冒頭の挨拶から収録されているため、「この番組は午前11時半から放送された『JNNニュース』のダイジェストです」という字幕を動画の右上へ独自に挿入。かつては、『ひるおび』のスタジオから13時台の後半に放送される全国ニュースなども、配信の対象に加えていた。

    - 「夜のニュース」：『Nスタ』平日版のJNN全国ニュースパート＋『TBS NEWS』でのストレートニュース
      - 『Nスタ』の動画については、メインキャスターによるトップニュース直後の挨拶も収録されているため、「この番組は（放送月・放送日）に放送された『Nスタ』のダイジェストです」という字幕を動画の右上へ独自に挿入。ただし、地上波では放送されている「ニュースプレゼンター」（TBSテレビのアナウンサーが項目・コーナーごとに日替わりで分担）のリード映像を割愛しているほか、『TBS NEWS』からの動画だけで賄うこともある。

  - 土・日曜日には、全ての時間帯の配信を『TBS NEWS』からの動画だけで賄っている。かつては、土・日曜日の『JNN NEWS』（11時台と『S☆1』への内包分）、土・日曜日午後の『TBSニュース』（TBSテレビから地上波で関東ローカル向けに放送）、『Nスタ』日曜版のJNN全国ニュースパートも配信の対象に含まれていた。
- 全国の天気予報（全ての曜日で配信）
  - 「今日の天気」（『TBS NEWS』で早朝に放送された当日の天気予報動画）
  - 「明日の天気　全国」（『TBS NEWS』で夕方に放送された翌日の天気予報動画）
    - いずれも、気象予報士が単独で進行。「TBS NEWS DIG Powered by JNN」の運用開始を機に、上記のタイトルが付けられた。
- 「明日の天気　関東」（関東地方における翌日の天気予報）
  - 『Nスタ』平日版の第3部（18時台の関東ローカルニュースパート）で女性キャスター（メインキャスターかニュースプレゼンターから1名）と気象予報士が伝えている天気予報（2023年3月27日以降は「あした天気にな～れ!」というタイトルで編成）をベースに動画を配信。同番組では日曜版の関東ローカルパートでも天気予報を放送しているが、日・月曜日向けの天気予報は配信の対象から外れている。
- 「TBS NEWS DIG Powered by JNN」オリジナルの報道・情報系動画シリーズ
  - 「NEWS DIG Special Reports」「WORLD NOW 〜Live from Somewhere〜」（TBSテレビ／JNNの海外支局特派員によるリポート動画）「経済の話で困った時に見るやつ」（TBSテレビアナウンサーの駒田健吾→赤荻歩が進行する経済情勢の解説動画）などで構成。「JNN NEWS i」→「TBS NEWS」時代には、金平茂紀や伊藤洋一などによるコラムの動画も定期的に配信していた。

この他にも、『Nスタ』で全国ネットを実施していないパートや『news23』・BS-TBSの『報道1930』内で放送されたニュース・特集、土曜日夕方の『報道特集』で流れた特集のアーカイブ動画も個別に配信。YouTube内の配信チャンネルでは、「TBS NEWS DIG Powered by JNN」の運用開始を機に、『あかさか実験台』（BS-TBSで2022年2月4日から不定期で設けられている単発番組枠）や派生企画のライブ／アーカイブ動画配信ページも組み込まれている。

### 主な配信記事
ニュースによっては、放送済みの映像を編集した動画をYouTubeなどで配信しない代わりに、原稿や出演者の発言などを書き起こした記事を画像と合わせてテキストページで公開。『ひるおび』からも、2022年5月18日（水曜日）以降の午後枠（平日11時台の『JNN NEWS』より後のパート）を対象に、同枠内で放送された報道・情報系特集の一部を上記の方法で紹介している。
上記の記事や、ニュース動画への埋め込みリンクが設けられた記事のページごとに、「参考になる」「もっと知りたい」「学びがある」というボタンを本文の下に設置。ユーザーがいずれかのボタンを押すことによって、記事に対する前向きな感想を示せるようになっている。

### 「コミックDIG」
10 - 20代をメインターゲットに、テレビのニュースへ接触する機会や習慣のない世代に向けて、2022年6月24日から配信を開始。TBSテレビの報道局が実際に展開している活動の一端（調査報道など）を、複数の話（ストーリーズ）で構成された漫画のシリーズを通じて伝える。1話につき7ページで、「漫画を通じてニュースに親しみを持って欲しい」との趣旨から、閲覧自体はどのシリーズでも無料。また、スマートフォンでの閲覧（いわゆる「縦読み」）に適した縦スクロール方式を採用している。
発案者の豊田和真（「TBS NEWS DIG」運営開始の時点ではTBSテレビ報道局のデジタル編集部員）によれば、「報道の現場は、『ドキュメンタリー』というコンテンツが生まれる場所でもある。『取材中に（全編がフィクションで構成された）ドラマよりもドラマチックなことが起こる瞬間を、一目見ただけで分かるように伝えられないか』と考えたところ、デジタル領域で戦える『漫画』というコンテンツで伝えることを思い付いた」という。
ちなみに、最初に公開されたシリーズは『調査報道ユニット　インサイドストーリー』で、報道局内の「調査報道ユニット」（調査報道に特化した取材チーム）へ所属する村瀬健介（『news23』→『報道特集』のキャスターを兼務する記者）が豊田からの相談を受けてストーリーを作成。村瀬が実際に進めている取材活動に基づいたストーリーで、漫画を描くための台本とラフスケッチの制作を経て、村瀬などの記者による監修の下でプロの漫画家が具体的に描写している。

## JNN加盟局での運営
「TBS・JNN NEWS DIG」が設立されるまでは、放送済みのニュース動画を配信するページを、JNNの加盟局ごとに運営。「JNN NEWS i」時代のTBSテレビを例に取れば、「TBS News i」というページをTBSテレビの公式サイト内に設けていた。加盟局側のページでは、TBS側から配信される全国ニュースと関東ローカルニュースに加えて、放送対象地域内のローカルニュースの動画を独自に配信していた。もっとも、配信の形態は局によって異なっていた。
2022年4月18日からは、「TBS・JNN NEWS DIG」が「TBS NEWS DIG Powered by JNN」の提供を始めたことに伴って、加盟局側のページの大半を「TBS NEWS DIG」のサイトへ集約。ページの名称が原則として「（アルファベットによる配信局名の略称）NEWS DIG Powered by JNN」（準基幹局で略称が「MBS」の毎日放送では「MBS NEWS DIG Powered by JNN」）という名称に統一されたほか、「マイエリア」（地域ブロック・都道府県・自治体・区のいずれかの名称）を登録することによって当該エリアでの加盟局のページへワンクリックで切り替えられる機能が設けられた。同時期に青森テレビや中国放送など一部系列局ではローカルニュースのセットに上記のロゴを掲げるようになった。
さらに、「深掘りDIG」というポータルページも新設。TBSテレビを含む加盟全局のニュース記事・動画から、取材のテーマが共通している記事や動画をまとめて紹介しているほか、TBSテレビの単独取材による記事や動画を「DIG編集部Originals」というページで別途取り上げている。前述した「コミックDIG」も、このページ内で公開。
ローカル向けニュース配信サイトの独自運営を続けながら、全国向けニュース動画・記事の配信を「NEWS DIG」で実施している加盟局は、2023年4月の時点で毎日放送・北海道放送・RKB毎日放送だけである。
毎日放送では、2023年5月6日から毎週土曜日の5:45 - 6:00（TBSテレビ制作の事前収録番組『夜明けのラヴィット!』の同時ネットを大半のJNN加盟局で実施している時間帯）に『MBS NEWS DIG』（エムビーエス・ニュース・ディグ）という関西ローカルの報道番組を編成。放送週の木曜日までの1週間における「MBS NEWS DIG」（自社で運営する関西ローカルニュースの動画配信サイト）へのアクセス件数で上位10項目のニュースランキング（放送上の呼称は「週間アクセスランキング」）と、ランキング項目以外で注目度の高いニュース1項目の概要を、定時ニュース（『MBS NEWS』）や『よんチャンTV』（平日夕方の関西ローカル向け報道・情報番組）での放送後から配信中の映像とともに毎日放送アナウンサー（野嶋紗己子→前田春香）のナレーションで紹介している。2023年10月からは、第1週 以外の日曜日の6:00 - 6:15で再放送を実施している。
また、RSK山陽放送ではラジオ（RSKラジオ）の『RSKラジオニュース』が2024年4月1日より全国ニュースについて「NEWS DIG」の協力で放送している 。

## スマートフォン向けアプリの機能を紹介するテレビCM
TBSテレビが制作した全国向けのCM（全国版）と、他の加盟局の一部で独自に制作されたCM（ローカル版）が存在。紹介する内容は「全国版」「ローカル版」ともおおむね共通しているが、「ローカル版」は「全国版」と並行しながら制作局の放送対象地域（ローカル）向けに放送されている。
以下に記載するCMの出演者は、特記しない限り、制作局に所属するアナウンサー。
全国版
- 「マイエリア登録」編：江藤愛[注釈 5]
- 「生活アラート」編（日常生活と密接に関連した気象情報を配信するサービス）編：日比麻音子[注釈 6]
- 「国内最速レベルの緊急地震速報」編・「強震モニタ」編：上村彩子[注釈 7]
  - いずれもTBSテレビのアナウンサーで、CMを収録した時点では、配信対象のJNN全国ネット向け報道・情報系番組でキャスターを担当。「強震モニタ」編は、「NEWS DIG防災」が「強震モニタレイヤー」の搭載を2023年9月1日（金曜日）から始めたことを機に放送されている。
  - 「NEWS DIG防災」では、人命に関わる防災情報（緊急地震速報、津波警報、大津波警報、大雨特別警報など）を伝える際に流していた機械的な通知音を、2023年9月から日比と井上貴博（先輩アナウンサー）によるアナウンス音源へ変更している[5]。

ローカル版
放送を始めた時期の早い局から順に記載。
- 毎日放送（MBS）：放送上のサービス表記は「MBS NEWS DIG」で、「全国版」の項に記載した3つの機能をまとめて紹介するCMを、2023年2月から関西ローカル向けに一時放送。
  - 「マイエリア登録」[注釈 8]：河田直也
  - 「生活アラート」：前田春香
  - 「国内最速レベルの緊急地震速報」：野嶋紗己子（2023年12月で毎日放送を退社）
    - いずれも収録の時点では『よんチャンTV』のレギュラーアナウンサーで、同番組のスタジオセットで機能別に撮影してから1本の映像に編集。この映像を、『MBS NEWS DIG』の開始当初まで随時流していた。その後はCMではなく、野嶋が上記の機能とアプリのダウンロード方法を案内する映像（『よんチャンTV』のスタジオセットで収録）を『MBS NEWS DIG』のオープニングパートで放送。『MBS NEWS DIG』では、野嶋の毎日放送退社を機に前田がナビゲーターを引き継いだため、2024年の初回（1月5日）放送分から前田が案内する映像に変更している。
- RSK山陽放送：放送上のサービス表記は「TBS NEWS DIG」で、2023年3月から岡高地区（テレビ放送の対象地域である岡山県・香川県）向けに放送[24]。
  - 「マイエリア登録」編：坂井亮太
  - 「生活アラート」編：杉澤眞優
- テレビ山口（tys）：放送上のサービス表記は「TBS NEWS DIG」で、2023年3月から山口ローカルで放送されているほか、YouTube上で「tysテレオンチャンネル」から配信。
  - 「マイエリア登録」編：クロル舞[注釈 9]
  - 「生活アラート」編：奥野粋子
  - 「国内最速レベルの緊急地震速報」編：木村那津美
- 熊本放送（RKK）：2023年7月から熊本ローカル向けに放送されているほか、YouTube上で「RKKオフィシャルチャンネル あるぽtv」から配信。
  - 「マイエリア登録」「台風前にインストールを!!」編（放送上のサービス表記はいずれも「TBS NEWS DIG」）：山本恵里伽（日比と同期のTBSテレビアナウンサー）
    - 熊本市中央区の出身で、放送開始の時点で『news23』のキャスター（2023年9月29日から2024年3月29日までは金曜日のメインキャスター）を務めていたことから、同番組のスタジオセット内で撮影[注釈 10]。「マイエリア登録」は2つのバージョンで構成されていて、そのうちの1つのバージョンでは、登録を熊本弁で呼び掛けている。
    - 「台風前にインストールを!!」編[注釈 11]については、RKKが独自に制作しているが、2024年6月以降は「全国版」扱いで放送されている。

  - 「国内最速レベルの緊急地震速報」編（放送上のサービス表記は「TBS NEWS DIG」）：後生川凜
  - 「生活アラート」編（放送上のサービス表記は「RKK NEWS DIG」）：糸永有希